# Orthostichella hexasticha
Orthostichella hexasticha är en bladmossart som beskrevs av William Russell Buck 1994. Orthostichella hexasticha ingår i släktet Orthostichella och familjen Meteoriaceae. Inga underarter finns listade i Catalogue of Life.